# Bex Taylor-Klaus
Rebecca Edison 'Bex' Taylor-Klaus (Atlanta, 12 augustus 1994) is een Amerikaanse actrice. 

## Biografie
Taylor-Klaus werd geboren in Atlanta bij Joodse ouders in een gezin van drie kinderen. Tijdens haar schoolperiode begon ze met acteren in toneelstukken van William Shakespeare tijdens naschoolse uren en vakanties. Voor haar acteercarrière verhuisde Taylor-Klaus in 2012 naar Los Angeles, waar de actrice ook de high school doorliep aan de Bridges Academy.
Taylor-Klaus begon in 2012 met acteren in de televisieserie Hit Me Up!, waarna nog meerdere rollen volgden in televisieseries en films.

## Persoonlijk
In 2016 kwam Taylor-Klaus uit de kast als lesbisch, om twee jaar later uit de kast te komen als non-binair.

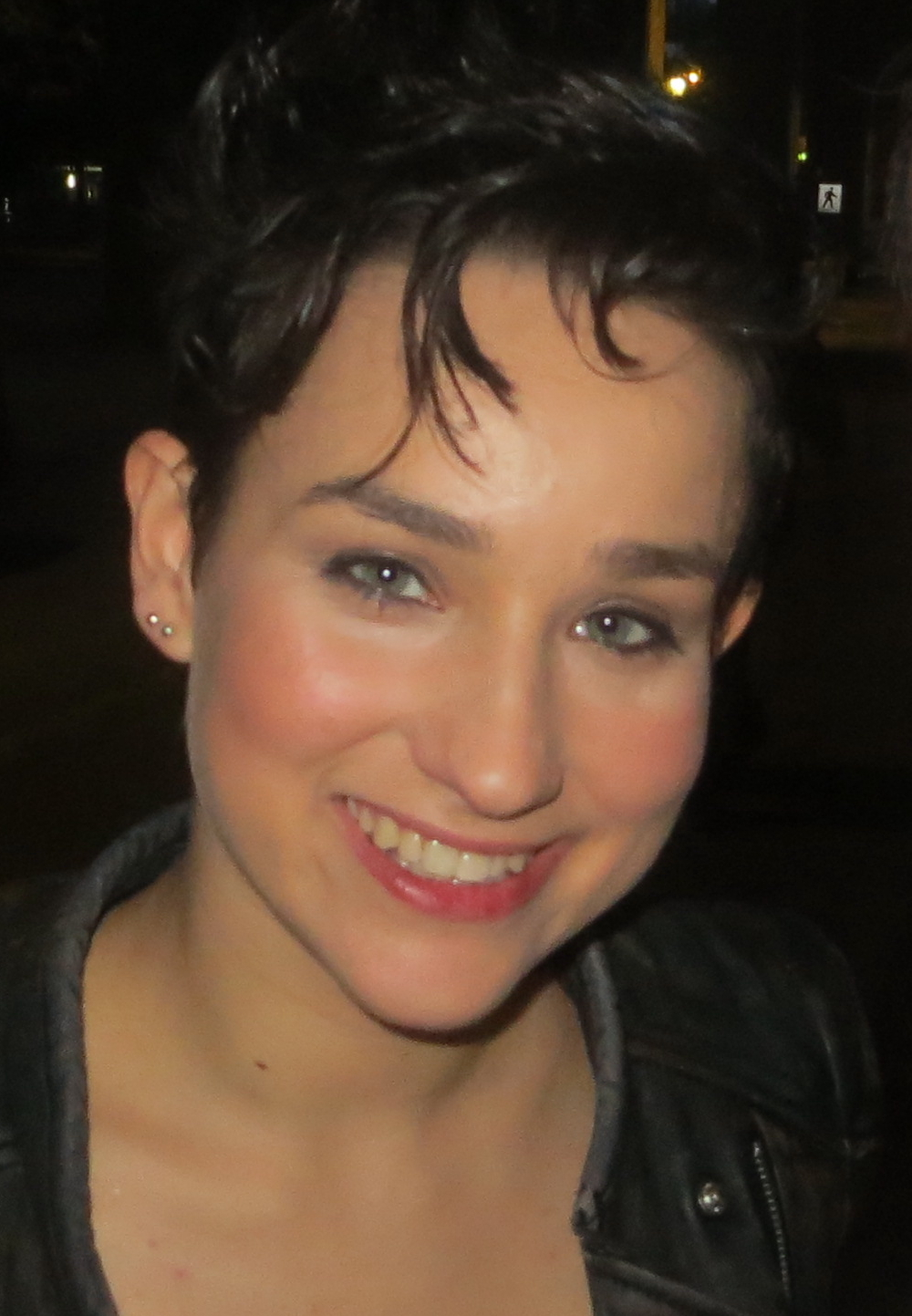
Bex Taylor-Klaus op de set van The Killing in 2013

## Filmografie

### Films
Uitgezonderd korte films.
- 2023 Trim Season - als Dusty
- 2020 Triage - als dr. Leonora / Leo Price
- 2019 Blackbird - als Chris
- 2018 Dumplin' - als Hannah Perez
- 2018 Discarnate - als Violette Paich
- 2018 Hell Fest - als Taylor
- 2015 The Last Witch Hunter - als Bronwyn

### Televisieseries
Uitgezonderd eenmalige gastrollen.
- 2020 Deputy - als deputy Brianna Bishop - 13 afl.
- 2019 13 Reasons Why - als Casey - 7 afl.
- 2013-2019 Arrow - als Sin - 9 afl.
- 2016-2018 Voltron: Legendary Defender - als Pidge (stem) - 73 afl.
- 2018 Here and Now - als Dex Reynolds - 2 afl.
- 2017 Voltron Legendary Defender Motion Comic - als Pidge (stem) - 6 afl.
- 2015-2016 Scream - als Audrey Jensen - 23 afl.
- 2015 iZombie - als Teresa - 2 afl.
- 2014 House of Lies - als Lex - 5 afl.
- 2013 The Killing - als Bullet - 12 afl.

- Library of Congress Control Number: no2019016442
- Virtual International Authority File: 46154981747067740444
- WorldCat: E39PBJqVTyBYqPtq4jG9JY6R8C

1. ↑  Jean Bentley (14 februari 2020), Bex Taylor-Klaus Hopes Their Nonbinary ‘Deputy’ Character Will Save Lives, Hollywood Reporter. Gearchiveerd op 14 januari 2023.